# 亚历山大一世 (马其顿)
马其顿的亚历山大一世（愛希臘者）（？—前454年）是古希腊马其顿王国阿吉德王朝的国王（公元前498年至前454年在位），绰号爱希腊者。他是马其顿国王阿敏塔斯一世和王后欧律狄刻一世的儿子。

## 生平

### 早年
亚历山大一世的生平大部分来源于希罗多德所著的《希波战争史》。据希罗多德所述，在导致希波战争爆发的伊奧尼亞起義中，还未登基的亚历山大对波斯帝国阿契美尼德王朝持不友好的态度。
希波战争爆发前夕，波斯皇帝大流士一世派大将梅加巴佐斯去希腊各地索要土和水，象征性地要希腊人臣服于波斯。当使团来到马其顿时，亚历山大的父王阿明塔斯一世仍然在位并且招待了他们。在宴会上，波斯使者们竟然要求马其顿后宫的佳丽参加饮宴，而阿明塔斯由于害怕波斯，居然同意了。当波斯使者们开始对佳丽们动手动脚时，在一旁的亚历山大王子实在忍无可忍了。他想出了一个妙计，谎称让佳丽们回屋打扮得更漂亮，把她们全部送回后宫，然后叫来一群男扮女装的马其顿小伙子侍候波斯使者们，并出其不意将他们全部杀掉。
因为使团一去不复返，梅加巴佐斯派布巴勒斯带领一队人马去马其顿兴师问罪。不过亚历山大将自己的姐妹伊加娅许配给布巴勒斯，化解了这场危机。

### 参与希波战争
据查士丁的《腓力史概要》所述，波斯使团风波过后不久，阿明塔斯一世就驾崩了，亚历山大一世继位为王，很快希波战争也全面开始了。尽管亚历山大先前对波斯持敌对态度，但在波斯大将、大流士的女婿马多尼奥斯的胁迫下，马其顿被迫臣服于波斯，成为波斯的附庸。
大流士在世时并未完全征服希腊，其子薛西斯一世继位后对希腊发动第二次入侵，亚历山大也随波斯大军一道行进，并且深得马多尼奥斯的信任。但在西元前480年爆发的萨拉米斯海战中波斯大败，已经无力继续侵略战争。波斯战败后，亚历山大作为马多尼奥斯的代理人被派往雅典与希腊诸城邦和谈。他深信希腊无力对抗波斯，劝告希腊诸城邦以和为贵，但被拒绝。
尽管亚历山大与波斯合作，但“热爱希腊的”他并没有真正站在波斯一边，仍时常向其他希腊城邦提供补给并提出自己的意见，而且在布拉底战役前夜向他们泄露了马多尼奥斯的计划，使得希腊联军在此战役中大获全胜，阿尔塔巴祖斯带领下的波斯残余部队不得不向小亚细亚全线撤退。从战场上死里逃生的43,000名波斯军人在斯特鲁马河的入海口又遭遇亚历山大率领的马其顿军队的袭击，大部分阵亡。希波战争结束后，亚历山大已经能够完全独立地统治马其顿了。

### 参加奥运会
亚历山大宣称自己拥有阿尔戈斯的希腊人血统，而且是赫拉克勒斯的后代，但大多数希腊城邦仍然把马其顿视为希腊以外的野蛮国家，这些希腊城邦的领土不断受到马其顿扩张的威胁。一个由伊利斯希腊的法官组成的法庭裁定亚历山大宣称的希腊血统是真实的，之后他被允许参加西元前504年 的奥林匹克运动会的比赛，因为只有希腊人才能参加奥运会。亚历山大一世是第一位参加奥运会的马其顿王室成员。

### 其他政迹和影响
亚历山大一世是马其顿王国的一系列杰出君主之一，他是第一位参与希腊政治的马其顿国王，并开始仿效希腊文化。亚历山大一世是有文化的、开明的君主，他主动接近雅典等文化发达地区，比如他仿效雅典设立了法庭，并且资助了诗人品达和巴庫利德斯，两位诗人都写诗献给亚历山大。史书上最早提到的在希波战争期间（约前490年）生活在雅典的招待外侨者就是马其顿的亚历山大一世派往雅典的。
亚历山大一世在位期间，马其顿王国的领土也有很大程度的扩张。

### 驾崩
亚历山大一世在位四十四年，于西元前454年驾崩，其王位由长子阿爾塞塔斯二世继承。